# Récif du Norsel
Das Récif du Norsel (französisch) ist ein Riff im Géologie-Archipel vor der Küste des ostantarktischen Adélielands. Es liegt nördlich der Fram-Inseln am Nordrand der Baie Pierre Lejay.
Französische Wissenschaftler benannten es 1960 nach dem norwegischen Robbenfänger MV Norsel, von dem aus das Riff entdeckt worden war.